# Llista de monuments de Ciutat Vella (València)
Monuments catalogats com a béns d'interés cultural (BIC) i béns immobles de rellevància local (BRL) del districte de Ciutat Vella de València.

## Monuments Patrimoni de la Humanitat
| Monument          | Prot.? | Estil/època                     | Localització            | Coordenades                                          | Codi?         | Imatge |
| ----------------- | ------ | ------------------------------- | ----------------------- | ---------------------------------------------------- | ------------- | --- |
| Llotja de la Seda | BIC    | Gòtic - Renaixement S.XV; S.XVI | València Pl. Mercat s/n | 39° 28′ 28″ N, 0° 22′ 42″ O / 39.474417°N,0.378444°O | RI-51-0000968 | Llotja de la Seda (València) · Vegeu més fotos d'aquest monument · Carregueu una nova foto d'aquest monument |

## Monuments d'interés cultural
| Monument | Prot.? | Estil/època                                                      | Localització                                           | Coordenades                                          | Codi?         | Imatge |
| --- | ------ | ---------------------------------------------------------------- | ------------------------------------------------------ | ---------------------------------------------------- | ------------- | --- |
| Banys de l'Almirall | BIC    | Arquitectura islàmica S.XIII                                     | València C. Banys de l'Almirall, 3-5                   | 39° 28′ 30″ N, 0° 22′ 24″ O / 39.474969°N,0.373461°O | RI-51-0001141 | Banys de l'Almirall (València) · Vegeu més fotos d'aquest monument · Carregueu una nova foto d'aquest monument                                                                    |
| Capella Antic Col·legi Sant Pau (Institut Lluís Vives)                                                                              | BIC    | S.XVII, S.XVIII                                                  | València C. Xàtiva, c. Arquebisbe Mayoral              | 39° 28′ 05″ N, 0° 22′ 40″ O / 39.468194°N,0.377667°O | RI-51-0004844 | Capella Antic Col·legi Sant Pau (València) · Vegeu més fotos d'aquest monument · Carregueu una nova foto d'aquest monument                                                        |
| Capitania General (Convent de Sant Domènec)                                                                                         | BIC    | Gòtic - Barroc                                                   | València Pl. Tetuán, 21                                | 39° 28′ 26″ N, 0° 22′ 09″ O / 39.473928°N,0.369178°O | RI-51-0000975 | Capitania General (València) · Vegeu més fotos d'aquest monument · Carregueu una nova foto d'aquest monument                                                                      |
| Casa Vestuari | BIC    | Neoclassicisme S. XVII (1800)                                    | València C. Micalet, 3 i pl. Mare de Déu, 1            | 39° 28′ 33″ N, 0° 22′ 31″ O / 39.475965°N,0.375414°O | RI-51-0004723 | Casa Vestuari (València) · Vegeu més fotos d'aquest monument · Carregueu una nova foto d'aquest monument                                                                          |
| Col·legi de l'Art Major de la Seda i el seu Hort                                                                                    | BIC    | Barroc S.XV, S.XVI, S.XVIII                                      | València C. Hospital, 7-9                              | 39° 28′ 15″ N, 0° 22′ 54″ O / 39.470718°N,0.381617°O | RI-51-0005030 | Col·legi de l'Art Major de la Seda i el seu Hort (València) · Vegeu més fotos d'aquest monument · Carregueu una nova foto d'aquest monument                                       |
| Convent Col·legi Escoles Pies | BIC    | Barroc S.XVIII (1739 - 1742) convent i col·legi; (1767) església | València C. Carnissers, 6                              | 39° 28′ 26″ N, 0° 22′ 56″ O / 39.473861°N,0.382328°O | RI-51-0004643 | Convent Col·legi Escoles Pies (València) · Vegeu més fotos d'aquest monument · Carregueu una nova foto d'aquest monument                                                          |
| Edifici Antic Almodí | BIC    | Arquitectura medieval - Renaixement                              | València Pl. Sant Lluís Bertrán                        | 39° 28′ 35″ N, 0° 22′ 26″ O / 39.476473°N,0.373947°O | RI-51-0003805 | Edifici Antic Almodí (València) · Vegeu més fotos d'aquest monument · Carregueu una nova foto d'aquest monument                                                                   |
| Escut de la ciutat de València | BIC    |                                                                  | València C. Pujada del Toledà, 1 - c. Miquelet         | 39° 28′ 31″ N, 0° 22′ 33″ O / 39.475372°N,0.375783°O | 46.15.250-393 | Escut de la ciutat de València (València) · Carregueu una nova foto d'aquest monument                                                                                             |
| Escut del V i del VI comte de Soto Ameno                                                                                            | BIC    |                                                                  | València C. Aparisi i Guijarro, 10                     |                                                      | 46.15.250-394 | Escut del V i del VI comte de Soto Ameno (València) · Carregueu una nova foto d'aquest monument                                                                                   |
| Església de Sant Agustí, Església parroquial de Santa Caterina i Sant Agustí, o Església de Sant Agustí, o Antic Convent d'Agustins | BIC    | Gòtic - Barroc S. XIII al S.XVII                                 | València C. Mare de Déu de Gràcia (pl. Sant Agustí), 5 | 39° 28′ 07″ N, 0° 22′ 48″ O / 39.468625°N,0.380133°O | RI-51-0012183 | Església de Sant Agustí (València) · Vegeu més fotos d'aquest monument · Carregueu una nova foto d'aquest monument                                                                |
| Església de Sant Joan de la Creu, abans de Sant Andreu                                                                              | BIC    | Barroc - Rococó S.XVII; S.XVIII                                  | València C. Poeta Querol, 6                            | 39° 28′ 20″ N, 0° 22′ 29″ O / 39.472094°N,0.374636°O | RI-51-0001117 | Església de Sant Joan de la Creu (València) · Vegeu més fotos d'aquest monument · Carregueu una nova foto d'aquest monument                                                       |
| Església del Santíssim Crist del Salvador, o Reial Església del Salvador                                                            | BIC    | Arquitectura medieval - Neoclassicisme S.XIII al S.XIX           | València C. Trinitaris, 1                              | 39° 28′ 38″ N, 0° 22′ 26″ O / 39.477221°N,0.37383°O  | RI-51-0008311 | Església del Santíssim Crist del Salvador (València) · Vegeu més fotos d'aquest monument · Carregueu una nova foto d'aquest monument                                              |
| Església Parroquial de Nostra Senyora del Pilar i Sant Llorenç Màrtir, o Antic Convent de Nostra Senyora del Pilar, o Dominics      | BIC    | Barroc S.XVII                                                    | València C. Guillem de Castro, 42; pl. Pilar           | 39° 28′ 17″ N, 0° 23′ 00″ O / 39.471519°N,0.383233°O | RI-51-0004686 | Església Parroquial de Nostra Senyora del Pilar i Sant Llorenç Màrtir (València) · Vegeu més fotos d'aquest monument · Carregueu una nova foto d'aquest monument                  |
| Església Parroquial de Sant Esteve Protomàrtir                                                                                      | BIC    | Barroc                                                           | València Pl. Sant Esteve, 1                            | 39° 28′ 34″ N, 0° 22′ 24″ O / 39.476128°N,0.373225°O | RI-51-0001251 | Església Parroquial de Sant Esteve Protomàrtir (València) · Vegeu més fotos d'aquest monument · Carregueu una nova foto d'aquest monument                                         |
| Església Parroquial de Sant Martí Bisbe i Sant Antoni Abat, o Església de Sant Martí                                                | BIC    | Gòtic - Barroc S.XIV; S.XVI; S.XVII; S.XVIII                     | València C. Sant Martí, 2                              | 39° 28′ 23″ N, 0° 22′ 32″ O / 39.473153°N,0.375658°O | RI-51-0004788 | Església Parroquial de Sant Martí Bisbe i Sant Antoni Abat (València) · Vegeu més fotos d'aquest monument · Carregueu una nova foto d'aquest monument                             |
| Església Parroquial de Sant Pere Màrtir i Sant Nicolau Bisbe, o Església de Sant Nicolau                                            | BIC    | Gòtic - Barroc S:XIII; S.XV; S.XVII; S.XVIII; S.XIX              | València C. Cavallers, 35B                             | 39° 28′ 34″ N, 0° 22′ 44″ O / 39.476133°N,0.378836°O | RI-51-0004502 | Església Parroquial de Sant Pere Màrtir i Sant Nicolau Bisbe (València) · Vegeu més fotos d'aquest monument · Carregueu una nova foto d'aquest monument                           |
| Església Parroquial de Sant Tomàs Apòstol i Sant Felip Neri, o Antic Convent de la Congregació de Sant Felip Neri                   | BIC    | Barroc S.XVIII - S.XIX                                           | València Pl. Sant Vicent Ferrer s/n                    | 39° 28′ 27″ N, 0° 22′ 21″ O / 39.474056°N,0.372436°O | RI-51-0004579 | Església Parroquial de Sant Tomàs i Sant Felip Neri (València) · Vegeu més fotos d'aquest monument · Carregueu una nova foto d'aquest monument                                    |
| Església Parroquial dels Sants Joans, o Església parroquial de Sant Joan del Mercat                                                 | BIC    | Gòtic - Barroc S.XIV - S.XVII - S.XVIII                          | València Pl. Mercat s/n                                | 39° 28′ 27″ N, 0° 22′ 45″ O / 39.474217°N,0.379158°O | RI-51-0001207 | Església Parroquial dels Sants Joans (València) · Vegeu més fotos d'aquest monument · Carregueu una nova foto d'aquest monument                                                   |
| Ex-Convent del Carme i Església parroquial de la Santa Creu, o Centre del Carme                                                     | BIC    | Gòtic - Barroc S.XIV, S.XV, S.XVI, S.XVII, S.XVIII, S.XX         | València Pl. Carme - c. Museu, 2-4                     | 39° 28′ 47″ N, 0° 22′ 44″ O / 39.479689°N,0.379006°O | RI-51-0004916 | Ex-Convent del Carme i Església parroquial de la Santa Creu (València) · Vegeu més fotos d'aquest monument · Carregueu una nova foto d'aquest monument                            |
| Mercat Central | BIC    | Modernista - Historicista S.XX                                   | València Pl. Mercat                                    | 39° 28′ 25″ N, 0° 22′ 44″ O / 39.473503°N,0.378942°O | RI-51-0008309 | Mercat Central (València) · Vegeu més fotos d'aquest monument · Carregueu una nova foto d'aquest monument                                                                         |
| Monestir del Temple, o Església Universitària de Santa Maria de Montesa, o El Temple                                                | BIC    | Neoclassicisme S.XVIII (1761-1770)                               | València Pl. Temple, 2                                 | 39° 28′ 36″ N, 0° 22′ 15″ O / 39.476669°N,0.370956°O | RI-51-0004320 | Monestir del Temple (València) · Vegeu més fotos d'aquest monument · Carregueu una nova foto d'aquest monument                                                                    |
| Muralla medieval de València | BIC    |                                                                  | València                                               |                                                      | 46.15.250-182 | Muralla medieval de València · Vegeu més fotos d'aquest monument · Carregueu una nova foto d'aquest monument                                                                      |
| Palau de Justícia, o Casa Duana Reial                                                                                               | BIC    | S.XVIII                                                          | València C. Palau de Justícia s/n                      | 39° 28′ 19″ N, 0° 22′ 11″ O / 39.471972°N,0.369758°O | RI-51-0004574 | Palau de Justícia (València) · Vegeu més fotos d'aquest monument · Carregueu una nova foto d'aquest monument                                                                      |
| Palau de la Generalitat, o Casa de la Diputació del General del Regne de València, Reial Audiència, Diputació Provincial            | BIC    | Gòtic - Renaixement S.XV - S.XVI - S.XX                          | València Pl. Manises, 1 i c. Cavallers                 | 39° 28′ 36″ N, 0° 22′ 35″ O / 39.476667°N,0.376469°O | RI-51-0000971 | Palau de la Generalitat (València) · Vegeu més fotos d'aquest monument · Carregueu una nova foto d'aquest monument                                                                |
| Palau del Marqués de Campo o dels Berbedel, o Museu de la Ciutat                                                                    | BIC    | S.XVII; S.XIX                                                    | València Pl. Arquebisbe, 3                             | 39° 28′ 33″ N, 0° 22′ 26″ O / 39.4758°N,0.373904°O   | RI-51-0012184 | Palau del Marqués de Campo (València) · Vegeu més fotos d'aquest monument · Carregueu una nova foto d'aquest monument                                                             |
| Palau del Marqués de Dosaigües | BIC    | Rococó S.XV; S.XVIII; S.XIX                                      | València Raconada Federico García Sanchiz, 6           | 39° 28′ 22″ N, 0° 22′ 29″ O / 39.472644°N,0.374812°O | RI-51-0001106 | Palau del Marqués de Dosaigües (València) · Vegeu més fotos d'aquest monument · Carregueu una nova foto d'aquest monument                                                         |
| Palau del Marqués de la Scala | BIC    | S.XVI, S.XVII, S.XVIII                                           | València Pl. Manises, 3                                | 39° 28′ 37″ N, 0° 22′ 34″ O / 39.477045°N,0.376228°O | RI-51-0001213 | Palau del Marqués de la Scala (València) · Vegeu més fotos d'aquest monument · Carregueu una nova foto d'aquest monument                                                          |
| Palau dels Almiralls d'Aragó, actual Conselleria d'Hisenda, o Casa de l'Almirall                                                    | BIC    | Gòtic S.XV; S.XVIII                                              | València C. Palau, 14                                  | 39° 28′ 31″ N, 0° 22′ 24″ O / 39.475147°N,0.373297°O | RI-51-0001142 | Palau dels Almiralls d'Aragó (València) · Vegeu més fotos d'aquest monument · Carregueu una nova foto d'aquest monument                                                           |
| Palau dels Boïl d'Arenós (Actual Borsa de València), o Casa dels Boïl d'Arenós                                                      | BIC    | S.XVIII; S.XX                                                    | València C. Llibrers, 2-4                              | 39° 28′ 21″ N, 0° 22′ 26″ O / 39.472618°N,0.373804°O | RI-51-0012186 | Palau dels Boïl d'Arenós (València) · Vegeu més fotos d'aquest monument · Carregueu una nova foto d'aquest monument                                                               |
| Palau dels Català de Valeriola | BIC    | Gòtic - Barroc S.XV al S.XX                                      | València Pl. Nules, 2                                  | 39° 28′ 39″ N, 0° 22′ 31″ O / 39.477629°N,0.375375°O | RI-51-0012187 | Palau dels Català de Valeriola (València) · Vegeu més fotos d'aquest monument · Carregueu una nova foto d'aquest monument                                                         |
| Palau dels Escrivà, o Palau dels Escrivà i Boïl                                                                                     | BIC    | Gòtic S.XV; S.XVIII                                              | València Pl. Sant Lluís Bertran, 1                     | 39° 28′ 35″ N, 0° 22′ 25″ O / 39.476525°N,0.373717°O | RI-51-0001656 | Palau dels Escrivà (València) · Vegeu més fotos d'aquest monument · Carregueu una nova foto d'aquest monument                                                                     |
| Recinte de l'Hospital Vell i Ermita de Santa Llúcia                                                                                 | BIC    | Renaixement S.XVI al SVIII                                       | València C. Hospital, 11-15                            | 39° 28′ 13″ N, 0° 22′ 54″ O / 39.470375°N,0.381764°O | RI-51-0012195 | Recinte de l'Hospital Vell i Ermita de Santa Llúcia (València) · Vegeu més fotos d'aquest monument · Carregueu una nova foto d'aquest monument                                    |
| Reial Basílica de la Mare de Déu dels Desemparats                                                                                   | BIC    | Barroc - Neoclassicisme S.XVII, S.XVIII, S. XIX                  | València Pl. Mare de Déu                               | 39° 28′ 34″ N, 0° 22′ 29″ O / 39.476211°N,0.374817°O | RI-51-0004498 | Reial Basílica de la Mare de Déu dels Desemparats (València) · Vegeu més fotos d'aquest monument · Carregueu una nova foto d'aquest monument                                      |
| Santa Església Catedral Basílica Metropolitana de Santa Maria                                                                       | BIC    | Arquitectura medieval - Barroc S.XIII; S.XIV; S.XV               | València Pl. Reina                                     | 39° 28′ 33″ N, 0° 22′ 30″ O / 39.475706°N,0.375119°O | RI-51-0000967 | Santa Església Catedral Basílica Metropolitana de Santa Maria (València) · Vegeu més fotos d'aquest monument · Carregueu una nova foto d'aquest monument                          |
| Teatre Principal | BIC    | Neoclassicisme S.XVIII (projecte); S.XIX (execució)              | València C. Barques, 15                                | 39° 28′ 14″ N, 0° 22′ 28″ O / 39.470525°N,0.374458°O | RI-51-0004781 | Teatre Principal (València) · Vegeu més fotos d'aquest monument · Carregueu una nova foto d'aquest monument                                                                       |
| Temple i Dependències de Sant Joan de l'Hospital, o Antic Convent de Sant Joan de l'Hospital                                        | BIC    | Gòtic - Barroc S.XIII, S.XVII, S.XVIII                           | València C. Trinquet dels Cavallers, 5                 | 39° 28′ 27″ N, 0° 22′ 22″ O / 39.474292°N,0.372914°O | RI-51-0001123 | Temple i Dependències de Sant Joan de l'Hospital (València) · Vegeu més fotos d'aquest monument · Carregueu una nova foto d'aquest monument                                       |
| Temple i Torre de Santa Caterina Màrtir                                                                                             | BIC    | Gòtic - Barroc S.XIII; S.XIV; S.XVI; S.XVII; S.XVIII; S.XX       | València Pl. Lope de Vega                              | 39° 28′ 27″ N, 0° 22′ 36″ O / 39.474078°N,0.37655°O  | RI-51-0004484 | Temple i Torre de Santa Caterina Màrtir (València) · Vegeu més fotos d'aquest monument · Carregueu una nova foto d'aquest monument                                                |
| Torre adossada al llenç de muralla àrab entre els carrers de l'Àngel i de Beneito Coll                                              | BIC    | Arquitectura islàmica S.XI                                       | València Pl. Àngel i pl. Beneito Coll                  | 39° 28′ 41″ N, 0° 22′ 40″ O / 39.478161°N,0.3777°O   | RI-51-0001455 | Torre adossada al llenç de muralla àrab entre els carrers de l'Àngel i de Beneito Coll (València) · Vegeu més fotos d'aquest monument · Carregueu una nova foto d'aquest monument |
| Torres de Quart | BIC    | Arquitectura medieval S.XV                                       | València C. Guillem de Castro, 89                      | 39° 28′ 32″ N, 0° 23′ 02″ O / 39.475686°N,0.383975°O | RI-51-0000970 | Torres de Quart (València), o Porta de Quart · Vegeu més fotos d'aquest monument · Carregueu una nova foto d'aquest monument                                                      |
| Torres de Serrans, o Porta de Serrans                                                                                               | BIC    | Arquitectura medieval S.XIV                                      | València Pl. Furs                                      | 39° 28′ 46″ N, 0° 22′ 34″ O / 39.479325°N,0.376203°O | RI-51-0000969 | Torres de Serrans (València) · Vegeu més fotos d'aquest monument · Carregueu una nova foto d'aquest monument                                                                      |
| Universitat de València, o Universitat Literària                                                                                    | BIC    | Neoclassicisme S.XV, S.XVII, S.XVIII, S.XIX, S.XX                | València C. Nau, 2                                     | 39° 28′ 19″ N, 0° 22′ 22″ O / 39.471972°N,0.372889°O | RI-51-0004521 | Universitat de València · Vegeu més fotos d'aquest monument · Carregueu una nova foto d'aquest monument                                                                           |
| Conjunt històric de la ciutat de València                                                                                           | BIC    |                                                                  | València                                               | 39° 28′ 26″ N, 0° 22′ 54″ O / 39.473906°N,0.381631°O | RI-53-0000337 | Vegeu més fotos d'aquest monument · Carregueu una nova foto d'aquest monument |

## Monuments d'interés local
| Monument | Prot.? | Estil/època                         | Localització                                            | Coordenades                                          | Codi?         | Imatge |
| --- | ------ | ----------------------------------- | ------------------------------------------------------- | ---------------------------------------------------- | ------------- | --- |
| Ajuntament de València                                                                                          | BRL    | s.XVIII-XX                          | València Pl. de l'Ajuntament, 1                         | 39° 28′ 11″ N, 0° 22′ 38″ O / 39.469722°N,0.377222°O | 46.15.250-401 | Ajuntament de València · Vegeu més fotos d'aquest monument · Carregueu una nova foto d'aquest monument                                         |
| Ampit del riu Túria                                                                                             | BRL    |                                     | València Entre els ponts de Sant Josep i de l'Exposició | 39° 28′ 48″ N, 0° 22′ 29″ O / 39.48°N,0.374722°O     | 46.15.250-126 | Ampit del riu Túria (València) · Carregueu una nova foto d'aquest monument                                                                     |
| Casa natalícia de Sant Lluís Bertran                                                                            | BRL    |                                     | València Pl. Sant Lluís Bertran, 3                      | 39° 28′ 35″ N, 0° 22′ 24″ O / 39.476401°N,0.37347°O  | 46.15.250-318 | Casa natalícia de Sant Lluís Bertran (València) · Vegeu més fotos d'aquest monument · Carregueu una nova foto d'aquest monument                |
| Casa Vella | BRL    |                                     | València C. Pintor Fillol, 10 ac                        | 39° 28′ 44″ N, 0° 22′ 42″ O / 39.478956°N,0.378217°O | 46.15.250-384 | Casa Vella (València) · Vegeu més fotos d'aquest monument · Carregueu una nova foto d'aquest monument                                          |
| Casona del segle xviii, Casa dels Carbonell Sanz de Bremond                                                     | BRL    | s.XVIII                             | València C. Maestres, 3                                 | 39° 28′ 35″ N, 0° 22′ 19″ O / 39.476389°N,0.371833°O | 46.15.250-162 | Casona del segle xviii (València) · Vegeu més fotos d'aquest monument · Carregueu una nova foto d'aquest monument                              |
| Col·legi Gran Associació Nostra Senyora dels Desemparats, Saló de Racionistes                                   | BRL    |                                     | València C. de la Blanqueria, 15                        | 39° 28′ 50″ N, 0° 22′ 41″ O / 39.480417°N,0.378056°O | 46.15.250-383 | Saló de Racionistes (València) · Vegeu més fotos d'aquest monument · Carregueu una nova foto d'aquest monument                                 |
| Convent Carmelita de l'Encarnació                                                                               | BRL    |                                     | València C. Balmes, 41                                  | 39° 28′ 25″ N, 0° 23′ 00″ O / 39.473641°N,0.383334°O | 46.15.250-227 | Convent Carmelita de l'Encarnació (València) · Vegeu més fotos d'aquest monument · Carregueu una nova foto d'aquest monument                   |
| Església de Sant Carles Borromeo i col·legi                                                                     | BRL    | Barroc 1760                         | València                                                | 39° 28′ 13″ N, 0° 22′ 49″ O / 39.470183°N,0.38025°O  | 46.15.250-188 | Església de Sant Carles Borromeo (València) · Vegeu més fotos d'aquest monument · Carregueu una nova foto d'aquest monument                    |
| Església de Sant Llorenç, antic Convent de Franciscans                                                          | BRL    | S. XIII, s. XVII, s. XVIII campanar | València Pl. Sant Llorenç, 1                            | 39° 28′ 41″ N, 0° 22′ 30″ O / 39.477945°N,0.374867°O | 46.15.250-015 | Església de Sant Llorenç (València) · Vegeu més fotos d'aquest monument · Carregueu una nova foto d'aquest monument                            |
| Església del Miracle i Hospital de Sacerdots Pobres                                                             | BRL    |                                     | València C. Trinquet dels Cavallers, 4-6                | 39° 28′ 27″ N, 0° 22′ 22″ O / 39.474198°N,0.372653°O | 46.15.250-250 | Església del Miracle i Hospital de Sacerdots Pobres (València) · Vegeu més fotos d'aquest monument · Carregueu una nova foto d'aquest monument |
| Església parroquial de Nostra Senyora del Puig                                                                  | BRL    |                                     | València Pl. Vicent Iborra, 1                           | 39° 28′ 36″ N, 0° 22′ 52″ O / 39.476802°N,0.381249°O | 46.15.250-274 | Església parroquial de Nostra Senyora del Puig (València) · Vegeu més fotos d'aquest monument · Carregueu una nova foto d'aquest monument      |
| Església parroquial de Sant Josep de Calasanç, o Església de les Escoles Pies                                   | BRL    |                                     | València C. Carnissers, 6                               | 39° 28′ 26″ N, 0° 22′ 54″ O / 39.473815°N,0.381765°O | 46.15.250-013 | Església parroquial de Sant Josep de Calasanç (València) · Vegeu més fotos d'aquest monument · Carregueu una nova foto d'aquest monument       |
| Església i residència del Sagrat Cor de la Companyia de Jesús, o Casa professa i cúria provincial dels jesuïtes | BRL    |                                     | València C. Sénia, 10                                   | 39° 28′ 29″ N, 0° 22′ 40″ O / 39.47474°N,0.377904°O  | 46.15.250-032 | Església del Sagrat Cor de la Companyia de Jesús (València) · Vegeu més fotos d'aquest monument · Carregueu una nova foto d'aquest monument    |
| Monestir de la Puritat i Sant Jaume                                                                             | BRL    | S.XVII                              | València C. Convent de la Puritat, 4                    | 39° 28′ 37″ N, 0° 22′ 34″ O / 39.476951°N,0.376136°O | 46.15.250-200 | Monestir de la Puritat i Sant Jaume (València) · Vegeu més fotos d'aquest monument · Carregueu una nova foto d'aquest monument                 |
| Monestir de Sant Josep i Santa Teresa de València                                                               | BRL    | S. XVII                             | València Pl. Portal Nou, 6                              | 39° 28′ 51″ N, 0° 22′ 47″ O / 39.480953°N,0.379788°O | 46.15.250-201 | Monestir de Sant Josep i Santa Teresa (València) · Vegeu més fotos d'aquest monument · Carregueu una nova foto d'aquest monument               |
| Monestir de Santa Úrsula                                                                                        | BRL    | S.XVII                              | València Pl. Santa Úrsula, 2                            | 39° 28′ 34″ N, 0° 23′ 01″ O / 39.476105°N,0.383647°O | 46.15.250-202 | Monestir de Santa Úrsula (València) · Vegeu més fotos d'aquest monument · Carregueu una nova foto d'aquest monument                            |
| Palau de Cerveró, o Casa dels Cerveró                                                                           | BRL    | Barroc S.XVIII                      | València Pl. Cisneros, 4                                | 39° 28′ 41″ N, 0° 22′ 34″ O / 39.478014°N,0.376049°O | 46.15.250-157 | Palau de Cerveró (València) · Vegeu més fotos d'aquest monument · Carregueu una nova foto d'aquest monument                                    |
| Palau de Forcalló                                                                                               | BRL    |                                     | València C. Museu, 3                                    | 39° 28′ 46″ N, 0° 22′ 45″ O / 39.479333°N,0.379078°O | 46.15.250-382 | Palau de Forcalló (València) · Vegeu més fotos d'aquest monument · Carregueu una nova foto d'aquest monument                                   |
| Palau de la Batlia                                                                                              | BRL    | Eclecticisme s.XVI-s.XIX            | València Pl. de Manises, 4                              | 39° 28′ 37″ N, 0° 22′ 36″ O / 39.477°N,0.376667°O    | 46.15.250-131 | Palau de la Batlia (València) · Vegeu més fotos d'aquest monument · Carregueu una nova foto d'aquest monument                                  |
| Palau dels Marquesos de Montortal                                                                               | BRL    |                                     | València Pl. de Tetuàn, 4                               | 39° 28′ 27″ N, 0° 22′ 13″ O / 39.47425°N,0.370278°O  | 46.15.250-167 | Palau dels Marquesos de Montortal (València) · Vegeu més fotos d'aquest monument · Carregueu una nova foto d'aquest monument                   |
| Palau de l'Intendent Pineda                                                                                     | BRL    |                                     | València Pl. del Carme, 4                               | 39° 28′ 44″ N, 0° 22′ 43″ O / 39.4789°N,0.3786°O     | 46.15.250-128 | Palau de l'Intendent Pineda (València) · Vegeu més fotos d'aquest monument · Carregueu una nova foto d'aquest monument                         |
| Palau del Marqués de Huarte, de Penalba o de Penalva                                                            | BRL    | Rococó s.XVIII                      | València C. Pintor Sorolla, 6                           | 39° 28′ 15″ N, 0° 22′ 23″ O / 39.470772°N,0.373142°O | 46.15.250-058 | Palau dels Marquesos de Penalva (València) · Vegeu més fotos d'aquest monument · Carregueu una nova foto d'aquest monument                     |
| Presó de Sant Vicent                                                                                            | BRL    |                                     | València Pl. de l'Arquebisbe, 1                         | 39° 28′ 33″ N, 0° 22′ 27″ O / 39.475722°N,0.374167°O | 46.15.250-400 | Presó de Sant Vicent (València) · Vegeu més fotos d'aquest monument · Carregueu una nova foto d'aquest monument                                |
| Plaça Redona | BRL    |                                     | València Pl. Redona                                     | 39° 28′ 25″ N, 0° 22′ 36″ O / 39.4736°N,0.3766°O     | 46.15.250-127 | Plaça Redona (València) · Vegeu més fotos d'aquest monument · Carregueu una nova foto d'aquest monument                                        |
| Pont de la Trinitat                                                                                             | BRL    | Renaixement 1356-1402               | València                                                | 39° 28′ 44″ N, 0° 22′ 22″ O / 39.479011°N,0.372678°O | 46.15.250-391 | Pont de la Trinitat (València) · Vegeu més fotos d'aquest monument · Carregueu una nova foto d'aquest monument                                 |
| Pont de Sant Josep                                                                                              | BRL    | Renaixement 1604-1607               | València                                                | 39° 28′ 56″ N, 0° 22′ 49″ O / 39.482125°N,0.380303°O | 46.15.250-379 | Pont de Sant Josep (València) · Vegeu més fotos d'aquest monument · Carregueu una nova foto d'aquest monument                                  |
| Pont dels Serrans                                                                                               | BRL    | Renaixement 1518                    | València                                                | 39° 28′ 50″ N, 0° 22′ 31″ O / 39.480608°N,0.375358°O | 46.15.250-380 | Pont dels Serrans (València) · Vegeu més fotos d'aquest monument · Carregueu una nova foto d'aquest monument                                   |
| Pont del Real                                                                                                   | BRL    | Renaixement 1594-1599               | València                                                | 39° 28′ 35″ N, 0° 22′ 07″ O / 39.476389°N,0.3687°O   | 46.15.250-381 | Pont del Real (València) · Vegeu més fotos d'aquest monument · Carregueu una nova foto d'aquest monument                                       |
| Seu de les Corts Valencianes, o Palau de Benicarló                                                              | BRL    |                                     | València Pl. Sant Llorenç, 4                            | 39° 28′ 40″ N, 0° 22′ 29″ O / 39.477866°N,0.374649°O | 46.15.250-132 | Palau de Benicarló (València) · Vegeu més fotos d'aquest monument · Carregueu una nova foto d'aquest monument                                  |
| Torre de Sant Bartomeu                                                                                          | BRL    | Barroc S.XVII                       | València C. Serrans                                     | 39° 28′ 38″ N, 0° 22′ 37″ O / 39.477192°N,0.3769°O   | 46.15.250-059 | Torre de Sant Bartomeu (València) · Vegeu més fotos d'aquest monument · Carregueu una nova foto d'aquest monument                              |

## Espais etnològics d'interés local
| Monument                                                                   | Prot.? | Estil/època             | Localització | Coordenades                                          | Codi?           | Imatge |
| -------------------------------------------------------------------------- | ------ | ----------------------- | --- | ---------------------------------------------------- | --------------- | --- |
| Fumeral al carrer Llíria 5                                                 | BRL    | dècada 1920-30          | València C. Llíria, 5 | 39° 28′ 49″ N, 0° 22′ 52″ O / 39.480322°N,0.380986°O | 46.15.250-E414  | Fumeral al carrer Llíria 5 (València) · Vegeu més fotos d'aquest monument · Carregueu una nova foto d'aquest monument                                           |
| Molí hidràulic del carrer Salvador Giner                                   | BRL    |                         | València C. Salvador Giner 3 i 7                                                                                                 | 39° 28′ 49″ N, 0° 22′ 48″ O / 39.480167°N,0.380042°O | 46.15.250-345   | Molí islàmic hidràulic (València) · Modifica el valor a Wikidata · Carregueu una nova foto d'aquest monument                                                    |
| Panells ceràmics publicitaris de Philips                                   | BRL    | c. 1957-1960            | València Pl. de Portal Nou - c. de la Blanqueria, 23                                                                             | 39° 28′ 51″ N, 0° 22′ 45″ O / 39.480917°N,0.379028°O | 46.15.250-E524  | Panells ceràmics publicitaris de Philips (València) · Vegeu més fotos d'aquest monument · Carregueu una nova foto d'aquest monument                             |
| Retaule ceràmic de l'al·legoria Eucarística a les Escoles Pies de València | BRL    | s.XVIII                 | València Pati de les Escoles Pies, c. Colomer 3 acc.                                                                             | 39° 28′ 27″ N, 0° 22′ 57″ O / 39.474125°N,0.382486°O | 46.15.250-E366  | Carregueu una nova foto d'aquest monument |
| Retaule ceràmic amb els atributs de sant Nicolau de Bari                   | BRL    | 1774                    | València Pl. Correu Vell, 4 | 39° 28′ 32″ N, 0° 22′ 45″ O / 39.475694°N,0.379083°O | 46.15.250-E509  | Retaule ceràmic amb els atributs de sant Nicolau de Bari (València) · Vegeu més fotos d'aquest monument · Carregueu una nova foto d'aquest monument             |
| Retaule ceràmic del Crist Salvador o de la Penitència                      | BRL    | ca.1800                 | València Pl. de Sant Lluís Bertran, 3                                                                                            | 39° 28′ 35″ N, 0° 22′ 24″ O / 39.476389°N,0.373472°O | 46.15.250-E250  | Retaule ceràmic del Crist Salvador (València) · Vegeu més fotos d'aquest monument · Carregueu una nova foto d'aquest monument                                   |
| Retaule ceràmic de l'escut heràldic del convent de la Puritat              | BRL    | Segona mitat del s.XIX  | València C. Convent de la Puritat, 4                                                                                             | 39° 28′ 37″ N, 0° 22′ 33″ O / 39.476944°N,0.375875°O | 46.15.250-E249  | Retaule ceràmic de l'escut heràldic del convent de la Puritat (València) · Vegeu més fotos d'aquest monument · Carregueu una nova foto d'aquest monument        |
| Retaule ceràmic de la Mare de Déu de la Consolació                         | BRL    | 1786                    | València C. Trinquet de Cavallers. Mur lateral de l'Església del Miracle, enfront del carrer del Miracle.                        | 39° 28′ 29″ N, 0° 22′ 22″ O / 39.474681°N,0.372714°O | 46.15.250-E252  | Retaule ceràmic de la Mare de Déu de la Consolació (València) · Vegeu més fotos d'aquest monument · Carregueu una nova foto d'aquest monument                   |
| Retaule ceràmic de la Mare de Déu de la Pau                                | BRL    | 1800-1810               | València Pl. de la Mare de Déu de la Pau, 8. Façana lateral de l'església de Santa Caterina, a l'esquerra de la porta dels peus. | 39° 28′ 27″ N, 0° 22′ 36″ O / 39.474205°N,0.3767°O   | 46.15.250-E255  | Retaule ceràmic de la Mare de Déu de la Pau (València) · Vegeu més fotos d'aquest monument · Carregueu una nova foto d'aquest monument                          |
| Retaule ceràmic de la Mare de Déu dels Desemparats del carrer d'en Gordó   | BRL    | Primera mitat del s.XIX | València C. en Gordó, 11. Furtat de la seua ubicació el 24 de maig del 2011.                                                     | 39° 28′ 28″ N, 0° 22′ 17″ O / 39.4745°N,0.37125°O    | 46.15.250-E251  | Retaule ceràmic de la Mare de Déu dels Desemparats del carrer d'en Gordó (València) · Carregueu una nova foto d'aquest monument                                 |
| Retaule ceràmic de la presentació en el Temple de Jerusalem de Jesús       | BRL    | final del s.XVIII       | València C. Corretgeria 42 | 39° 28′ 31″ N, 0° 22′ 39″ O / 39.475403°N,0.377628°O | 46.15.250-E256  | Retaule ceràmic de la presentació en el Temple de Jerusalem de Jesús (València) · Vegeu més fotos d'aquest monument · Carregueu una nova foto d'aquest monument |
| Retaule ceràmic de la Santa Creu amb els dos sants Vicents                 | BRL    |                         | València C. Vilaragut. Façana lateral de l'Església de Sant Joan de la Creu.                                                     | 39° 28′ 19″ N, 0° 22′ 28″ O / 39.471889°N,0.374453°O | 46.15.250-E254  | Retaule ceràmic de la Santa Creu amb els dos sants Vicents (València) · Vegeu més fotos d'aquest monument · Carregueu una nova foto d'aquest monument           |
| Retaule ceràmic de l'escut heràldic del Convent de Santa Úrsula            | BRL    | segona mitat del s.XIX  | València Pl. de Santa Úrsula | 39° 28′ 34″ N, 0° 23′ 01″ O / 39.476011°N,0.383533°O | 46.15.250-E257  | Retaule ceràmic de l'escut heràldic del Convent de Santa Úrsula (València) · Vegeu més fotos d'aquest monument · Carregueu una nova foto d'aquest monument      |
| Retaule ceràmic de Sant Francesc d'Assís a la plaça de Sant Llorenç        | BRL    | Final del s.XVIII       | València plaça de Sant Llorenç, 1                                                                                                | 39° 28′ 40″ N, 0° 22′ 30″ O / 39.477861°N,0.374906°O | 46.15.250-E248  | Retaule ceràmic de Sant Francesc d'Assís a la plaça de Sant Llorenç (València) · Vegeu més fotos d'aquest monument · Carregueu una nova foto d'aquest monument  |
| Retaule ceràmic de Sant Jaume                                              | BRL    |                         | València Pl. de Sant Jaume 9 acc.                                                                                                | 39° 28′ 36″ N, 0° 22′ 47″ O / 39.476608°N,0.379775°O | 46.15.250-E510  | Retaule ceràmic de Sant Jaume (València) · Carregueu una nova foto d'aquest monument                                                                            |
| Retaule ceràmic de Sant Joan de Ribera                                     | BRL    | Final del s.XVIII       | València C. de la Nau, 1. Base del campanar de l'església del Corpus Christi.                                                    | 39° 28′ 21″ N, 0° 22′ 24″ O / 39.472378°N,0.373436°O | 46.15.250-E253  | Retaule ceràmic de Sant Joan de Ribera (València) · Vegeu més fotos d'aquest monument · Carregueu una nova foto d'aquest monument                               |
| Retaule ceràmic de Sant Onofre                                             | BRL    | 1804                    | València C. Salvador Giner, 1 | 39° 28′ 48″ N, 0° 22′ 48″ O / 39.479892°N,0.379942°O | 46.15.250-E246  | Retaule ceràmic de Sant Onofre (València) · Vegeu més fotos d'aquest monument · Carregueu una nova foto d'aquest monument                                       |
| Retaule ceràmic de Sant Vicente Ferrer al carrer de Sant Vicent            | BRL    |                         | València C. Sant Vicent Màrtir, 65                                                                                               | 39° 28′ 10″ N, 0° 22′ 44″ O / 39.469361°N,0.378878°O | 46.250.250-1015 | Retaule ceràmic de Sant Vicente Ferrer al carrer de Sant Vicent (València) · Vegeu més fotos d'aquest monument · Carregueu una nova foto d'aquest monument      |
| Retaule ceràmic de Santa Teresa al convent del Carme                       | BRL    | 1779                    | València C. Museu, a la façana de l'antic Convent del Carme                                                                      | 39° 28′ 46″ N, 0° 22′ 45″ O / 39.479519°N,0.379097°O | 46.15.250-E247  | Retaule ceràmic de Santa Teresa al convent del Carme (València) · Vegeu més fotos d'aquest monument · Carregueu una nova foto d'aquest monument                 |

## Espais de protecció arqueològica
| Monument                                                  | Prot.? | Estil/època                                     | Localització                    | Coordenades                                          | Codi?         | Imatge |
| --------------------------------------------------------- | ------ | ----------------------------------------------- | ------------------------------- | ---------------------------------------------------- | ------------- | --- |
| Àrea Sacra Romana de la plaça de Sant Nicolau             | BRL    | Arquitectura clàssica s.II-XX                   | València Pl. Sant Nicolau, 1    | 39° 28′ 34″ N, 0° 22′ 45″ O / 39.476153°N,0.379167°O | 46.15.250-448 | Àrea Sacra Romana de la plaça de Sant Nicolau (València) · Modifica el valor a Wikidata · Carregueu una nova foto d'aquest monument                   |
| Conjunt antic Hospital General                            | BRL    | Islàmic-contemporani                            | València C. Hospital 13         | 39° 28′ 13″ N, 0° 22′ 54″ O / 39.4703°N,0.3817°O     | 46.15.250-428 | Conjunt antic Hospital General (València) · Vegeu més fotos d'aquest monument · Carregueu una nova foto d'aquest monument                             |
| Conjunt de Sant Joan de l'Hospital                        | BRL    | S. II - actualitat                              | València                        | 39° 28′ 28″ N, 0° 22′ 23″ O / 39.474358°N,0.373056°O | 46.15.250-453 | Conjunt de Sant Joan de l'Hospital (València) · Vegeu més fotos d'aquest monument · Carregueu una nova foto d'aquest monument                         |
| Restes arqueològiques de l'Almoina i Presó de Sant Vicent | BRL    | Romana, visigoda, medieval, 138 aC - actualitat | València Pl. de Dècim Juni Brut | 39° 28′ 34″ N, 0° 22′ 28″ O / 39.476111°N,0.374444°O | 46.15.250-416 | Restes arqueològiques de l'Almoina i Presó de Sant Vicente (València) · Vegeu més fotos d'aquest monument · Carregueu una nova foto d'aquest monument |
| Restes arqueològiques del Vall Cobert                     | BRL    | s.XI-XV                                         | València C. Conde Montornés, 1  | 39° 28′ 27″ N, 0° 22′ 20″ O / 39.47405°N,0.372183°O  | 46.15.250-415 | Carregueu una nova foto d'aquest monument |

## Jardins històrics d'interés local
| Monument                              | Prot.? | Estil/època | Localització                                                                         | Coordenades                                          | Codi?         | Imatge |
| ------------------------------------- | ------ | ----------- | ------------------------------------------------------------------------------------ | ---------------------------------------------------- | ------------- | --- |
| Jardins de la Glorieta                | BRL    | 1817        | València Jardins de la Glorieta                                                      | 39° 28′ 21″ N, 0° 22′ 10″ O / 39.4725°N,0.369444°O   | 46.15.250-387 | Jardins de la Glorieta (València) · Vegeu més fotos d'aquest monument · Carregueu una nova foto d'aquest monument                |
| Jardins de les Alberedetes de Serrans | BRL    | 1837        | València Marge dret del riu Túria, des del pont de Sant Josep fins al de la Trinitat | 39° 28′ 48″ N, 0° 22′ 36″ O / 39.48°N,0.376556°O     | 46.15.250-388 | Jardins de les Alberedetes de Serrans (València) · Vegeu més fotos d'aquest monument · Carregueu una nova foto d'aquest monument |
| Jardins del Parterre                  | BRL    | 1850        | València Pl. d'Alfons el Magnànim                                                    | 39° 28′ 19″ N, 0° 22′ 14″ O / 39.471944°N,0.370556°O | 46.15.250-386 | Jardins del Parterre · Vegeu més fotos d'aquest monument · Carregueu una nova foto d'aquest monument                             |

## Llocs històrics d'interés local
| Monument                                    | Prot.? | Estil/època | Localització                                      | Coordenades                                          | Codi?         | Imatge |
| ------------------------------------------- | ------ | ----------- | ------------------------------------------------- | ---------------------------------------------------- | ------------- | --- |
| Muralla baix medieval                       | BRL    | s.XIV       | València                                          |                                                      | 46.15.250-442 | Muralla baixmedieval (València) · Vegeu més fotos d'aquest monument · Carregueu una nova foto d'aquest monument                    |
| Refugi del carrer Espasa                    | BRL    | 1937-1938   | València C. Espasa, 22                            | 39° 28′ 32″ N, 0° 22′ 13″ O / 39.475428°N,0.37025°O  | 46.15.250-420 | Refugi del carrer Espasa (València) · Vegeu més fotos d'aquest monument · Carregueu una nova foto d'aquest monument                |
| Refugi del carrer Pare Orfes                | BRL    |             | València C. Pare Orfes, 3 i 5                     | 39° 28′ 49″ N, 0° 22′ 41″ O / 39.4803°N,0.3781°O     | 46.15.250-440 | Refugi del carrer Pare Orfes (València) · Modifica el valor a Wikidata · Carregueu una nova foto d'aquest monument                 |
| Refugi del carrer Serrans i carrer Palomino | BRL    | 1937        | València C Serrans i c. Palomino (són paral·lels) | 39° 28′ 42″ N, 0° 22′ 36″ O / 39.478333°N,0.376711°O | 46.15.250-451 | Refugi carrer Serrans i carrer Palomino (València) · Vegeu més fotos d'aquest monument · Carregueu una nova foto d'aquest monument |
| Refugi de l'Institut Lluís Vives            | BRL    | 1938-1939   | València C. Sant Pau, 4. A l'IES Lluís Vives.     | 39° 28′ 07″ N, 0° 22′ 42″ O / 39.4685°N,0.378333°O   | 46.15.250-449 | Refugi de l'Institut Lluís Vives (València) · Vegeu més fotos d'aquest monument · Carregueu una nova foto d'aquest monument        |
| Refugi al carrer Alt i carrer Ripalda       | BRL    | 1937-1938   | València C. Alt, c. Ripalda                       | 39° 28′ 42″ N, 0° 22′ 48″ O / 39.478333°N,0.38°O     | 46.15.250-398 | Refugi al carrer Alta i carrer Ripalda (València) · Vegeu més fotos d'aquest monument · Carregueu una nova foto d'aquest monument  |